# Clyde (rivier)
De Clyde (Cluaidh in het Schots-Gaelisch) is een van de grootste en belangrijkste rivieren in Schotland. De rivier is 176 kilometer lang, wat het in lengte de tiende rivier in het Verenigd Koninkrijk maakt en de op twee na langste rivier in Schotland. Glasgow is de belangrijkste stad aan de rivier.
Aan het begin van de Industriële revolutie werd Glasgow een belangrijke haven voor de handel met Noord-Amerika. Vooral tabak en katoen werden met zeeschepen aangevoerd. De rivier was echter onvoldoende diep om grote schepen helemaal tot Glasgow te laten varen. De schepen werden bij Greenock gelicht, maar er werden ook maatregelen genomen om de rivier te verdiepen. De baggerwerkzaamheden werden rond de jaren tachtig van de 19e eeuw afgerond.
De rivier was en is ook van groot belang voor de industriële ontwikkeling van Glasgow. Er kwam veel scheepsbouw langs de rivier, die de overslag van goederen in de haven als belangrijkste economische activiteit verdrong. Belangrijke scheepswerven bevonden zich nabij Glasgow langs de oevers van deze rivier. De werven, van onder andere Yarrow Shipbuilders en John Brown & Company, kregen een goede reputatie wereldwijd en daardoor ook veel buitenlandse opdrachten. Vlak voor het uitbreken van de Eerste Wereldoorlog was de Clyde een van de grootste scheepsbouwlocaties van de wereld, een positie die het deelde met noordoost Engeland, waar veel werven langs de Tyne, Wear en Tees actief waren.
Tijdens de Tweede Wereldoorlog waren de werven en de haven een belangrijke doelwit van bombardementen door de Luftwaffe. Direct na de oorlog namen de opdrachten voor marineschepen zeer sterk af en in Oost-Azië werd veel nieuwe scheepsbouwcapaciteit gebouwd. De concurrentiepositie verslechterde en veel werven aan de Clyde werden gesloten. In 1971 werden de laatste werven genationaliseerd en gingen op in het staatsbedrijf British Shipbuilders. Dit vertraagde de sluitingen. Tegenwoordig zijn nog maar twee werven actief, beide zijn in handen van BAE Systems, en ze maken en onderhouden vooral marineschepen.
Door de vele industriële activiteiten was de rivier zwaar vervuild, maar actie is genomen om hierin verbetering te brengen.
De Clyde mondt uit in de Firth of Clyde. Tussen 1768 en 1790 werd het Forth and Clyde Canal aangelegd. Dit 56 kilometer lange kanaal verbindt de Firth of Forth met de Firth of Clyde op het smalste gedeelte van de Schotse laaglanden en zo het land van kust tot kust dwarst.